# اتحاد لا ريونيون لكرة القدم
اتحاد لا ريونيون لكرة القدم أو دوري لا ريونيون لكرة القدم (بالفرنسية: Ligue Réunionnaise de Football)‏ هو الهيئة الحاكمة لكرة القدم في لا ريونيون. وهي ليست عضوًا في الاتحاد الدولي لكرة القدم (الفيفا) بل هي مجرد عضو مشارك في الاتحاد الإفريقي لكرة القدم منذ عام 1992. تنظم مباريات المنتخب الوطني لكرة القدم في لا ريونيون والأندية المحلية.

## روابط خارجية
- الموقع الرسمي
 باللغة الفرنسية